# Kitongo Sima
Kitongo Sima è una circoscrizione rurale (rural ward) della Tanzania situata nel distretto di Magu, regione di Mwanza. Conta una popolazione di 13 540 abitanti (censimento 2012).